# Saint-Hilliers
Saint-Hilliers és un municipi francès, situat al departament de Sena i Marne i a la regió de Illa de França. L'any 2007 tenia 431 habitants.
Forma part del cantó de Provins, del districte de Provins i de la Comunitat de comunes del Provinois.

## Demografia

### Població
El 2007 la població de fet de Saint-Hilliers era de 431 persones. Hi havia 156 famílies, de les quals 36 eren unipersonals (12 homes vivint sols i 24 dones vivint soles), 48 parelles sense fills, 64 parelles amb fills i 8 famílies monoparentals amb fills.
La població ha evolucionat segons el següent gràfic:
Habitants censats

### Habitatges
El 2007 hi havia 194 habitatges, 160 eren l'habitatge principal de la família, 20 eren segones residències i 14 estaven desocupats. 190 eren cases i 3 eren apartaments. Dels 160 habitatges principals, 137 estaven ocupats pels seus propietaris, 19 estaven llogats i ocupats pels llogaters i 4 estaven cedits a títol gratuït; 1 tenia una cambra, 9 en tenien dues, 27 en tenien tres, 49 en tenien quatre i 74 en tenien cinc o més. 145 habitatges disposaven pel capbaix d'una plaça de pàrquing. A 70 habitatges hi havia un automòbil i a 79 n'hi havia dos o més.

### Piràmide de població
La piràmide de població per edats i sexe el 2009 era:
| Homes | Edats   | Dones |
| ----- | ------- | ----- |
| 0     | 95 o +  | 0     |
| 0     | 90 a 94 | 4     |
| 4     | 85 a 89 | 4     |
| 0     | 80 a 84 | 12    |
| 4     | 75 a 79 | 4     |
| 4     | 70 a 74 | 4     |
| 12    | 65 a 69 | 4     |
| 4     | 60 a 64 | 8     |
| 8     | 55 a 59 | 0     |
| 32    | 50 a 54 | 8     |
| 16    | 45 a 49 | 16    |
| 24    | 40 a 44 | 20    |
| 16    | 35 a 39 | 24    |
| 12    | 30 a 34 | 24    |
| 0     | 25 a 29 | 4     |
| 12    | 20 a 24 | 4     |
| 16    | 15 a 19 | 24    |
| 32    | 10 a 14 | 24    |
| 12    | 5 a 9   | 12    |
| 4     | 0 a 4   | 4     |

## Economia
El 2007 la població en edat de treballar era de 300 persones, 217 eren actives i 83 eren inactives. De les 217 persones actives 200 estaven ocupades (111 homes i 89 dones) i 17 estaven aturades (5 homes i 12 dones). De les 83 persones inactives 24 estaven jubilades, 39 estaven estudiant i 20 estaven classificades com a «altres inactius».

### Ingressos
El 2009 a Saint-Hilliers hi havia 172 unitats fiscals que integraven 457 persones, la mediana anual d'ingressos fiscals per persona era de 19.586 €.

### Activitats econòmiques
Dels 15 establiments que hi havia el 2007, 1 era d'una empresa de fabricació d'altres productes industrials, 6 d'empreses de construcció, 3 d'empreses de comerç i reparació d'automòbils, 1 d'una empresa de transport, 1 d'una empresa immobiliària, 2 d'empreses de serveis i 1 d'una entitat de l'administració pública.
Dels 5 establiments de servei als particulars que hi havia el 2009, 1 era un paleta, 2 guixaires pintors i 2 lampisteries.
L'any 2000 a Saint-Hilliers hi havia 16 explotacions agrícoles que ocupaven un total de 2.028 hectàrees.

## Equipaments sanitaris i escolars
El 2009 hi havia una escola elemental integrada dins d'un grup escolar amb les comunes properes formant una escola dispersa.

## Poblacions més properes
El següent diagrama mostra les poblacions més properes.